# Johan Carl Wilcke

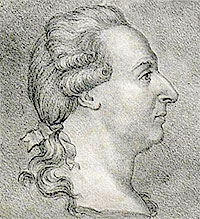
Johan Carl Wilcke

Johan Carl Wilcke (* 6. September 1732 in Wismar; † 18. April 1796 in Stockholm) war ein deutsch-schwedischer  Physiker. Er gilt als Erfinder des Elektrophors.

## Leben
Wilcke wurde als ältester Sohn des Pastors an St. Georgen zu Wismar, Samuel Wilcke (1704–1773), und der aus Kolberg stammenden Kaufmannstochter Anna Scheele (* 1700) geboren. Seine Geburtsstadt Wismar war damals Lehen der schwedischen Krone. 1739 ging der Vater als Pastor an die deutsche Gemeinde in Stockholm, wo Johan Carl Wilcke die deutsche Schule besuchte. Für ihn hatte der Vater Pläne, nach denen er ebenfalls Theologe werden sollte. Während seines Studiums an der Universität Rostock traf er Franz Ulrich Theodor Aepinus, den Sohn eines Freundes seines Vaters, und dieser nährte die Leidenschaft Wilckes für die Naturwissenschaften, insbesondere die Physik. Als Aepinus 1755 als Astronom nach Berlin ging, nahm er Wilcke mit. Beide forschten dort über Elektrizität und Magnetismus und waren Schüler von Leonhard Euler. Ein Werk Wilckes aus dieser Zeit war die Übersetzung von Benjamin Franklins Briefe(n) von der Elektrizität. Als Aepinus 1757 nach St. Petersburg ging, zog Wilcke als Dozent nach Stockholm, wo er 1770 Professor wurde. Die Bezahlung war allerdings sehr schlecht. Er wagte es deshalb erst 1777 zu heiraten. Seine finanziellen Verhältnisse besserten sich erst, nachdem er 1784 Sekretär der Schwedischen Akademie der Wissenschaften wurde. Seit 1774 war er auch Mitglied der Königlichen Gesellschaft der Wissenschaften in Uppsala, seit 1775 Mitglied der Königlichen Physiographischen Gesellschaft in Lund und seit 1784 auswärtiges Mitglied der Göttinger Akademie der Wissenschaften.
Wilcke forschte auf dem Gebiet der Elektrizitätslehre, dort speziell zu Luftkondensatoren und Elektrophor und der Wärmelehre, hier zu latenter und spezifischer Wärme. Er machte die Entdeckung der dielektrischen Polarisation 60 Jahre vor Faraday. Bereits 1766 berichtete J. Beckmann über einen Versuch von Johan Carl Wilcke, bei dem dieser durch Kondensatorenentladung Flintkugeln miteinander verschweißte. Ein weiteres Forschungsgebiet waren das Erdmagnetfeld und meteorologische Erscheinungen wie Gewitter, Tornados und Zyklone.
Sein jüngerer Bruder Samuel Gustav Wilcke (* 1736; † 1790) studierte Theologie und wurde schließlich Pastor, befasste sich aber daneben  als Botaniker und Entomologe ebenfalls mit den Naturwissenschaften.